# Església parroquial dels Monjos
L'església parroquial dels Monjos és un edifici de Santa Margarida i els Monjos (Alt Penedès) inclòs a l'Inventari del Patrimoni Arquitectònic de Catalunya.

## Descripció
L'església parroquial dels Monjos, situada a l'interior del nucli urbà, al peu de la carretera, és un edifici de planta rectangular de tres naus amb absis semicircular i volta de canó seguit. La façana presenta porta d'accés centrada, amb arc tudor, rosassa i arquacions ogivals de llenguatge neogòtic al coronament, de dues vessants. El campanar, de planta quadrada, s'eleva sobre una de les naus laterals.

## Història
L'edifici va ser bastit al segle xix. El 1950-51 es va realitzar una reforma dirigida per l'arquitecte Mestres. El constructor fou Ramon Vinyals.